# 攻城塔

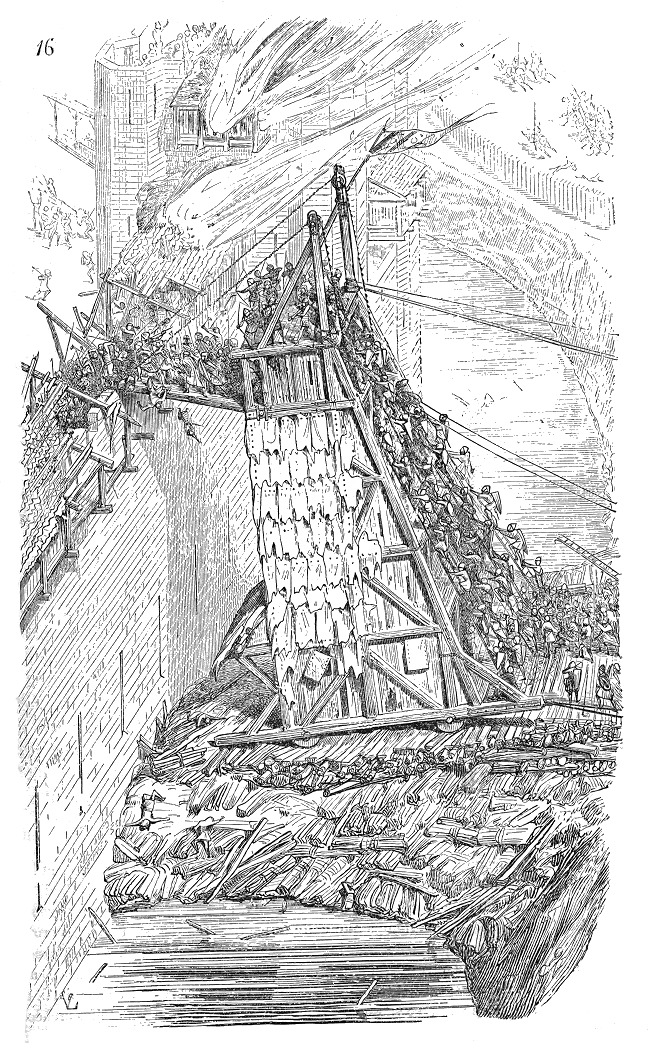
19世紀フランス、中世の攻城塔の絵。

攻城塔（こうじょうとう、ブリーチング・タワー、英: breaching tower、中世にはbelfry、ベルフリーとも呼ばれた）は、古代から中世にかけて用いられた攻城兵器。攻撃目標への防壁に接近する際の反撃に対して、攻城側の兵力やはしごを防御するように設計されている。攻城櫓（こうじょうやぐら）とも呼ばれる。
木造の移動式やぐらで、城壁に板を渡して兵士を城内に乗り込ませ、また最上階に配置した射手により城壁上の敵を制圧するのが目的である。古代から地中海世界・西アジア・中央アジア・中国の諸文明、中世ヨーロッパや戦国時代の日本など、極めて広範囲に普及した。この塔はしばしば長方体に4個の車輪を付けた形をとり、高さはおよそ防壁のそれと等しいか、または塔の頂上にいる弓兵が要塞の中に射撃できるよう、防壁よりも高められていることがあった。塔が木製で可燃性があったことから、これらには鉄や往々にして直前に剥いだ荷役獣などの生皮といった不燃性の被覆が施されていた。攻城塔は主に木から作られたが、時折は金属製の部品も使われた。
古代の近東では紀元前11世紀から使用され、ヨーロッパでは紀元前4世紀に、また古代の極東でも攻城塔は使用された。こうした攻城塔は動かしにくい大きさであることから、トレビュシェットのように、多くの場合は包囲したその場所で組み立てられた。建造には相当な時間を要し、もしも梯子による攻撃や坑道戦、または防壁や門の破壊などによって要塞の抵抗と防御を打破できないとなれば、攻城塔が主力として作られた。
多くの場合、攻城塔は槍兵、剣兵、また防御側へクォレル（クロスボウに用いる矢）を放つ弩兵を収容した。その大きさから、しばしば攻城塔は大きな石を撃ち出すカタパルトの優先目標となったが、塔の方にも報復のための投射物が装備されていた。
攻城塔は、兵員が敵の防壁を乗り越えるために使用された。攻城塔が防壁へ近づいたとき、この塔は渡し板を防壁と塔との間に降ろした。兵員は防壁の上から城や市街へと侵入した。

## 古代における使用

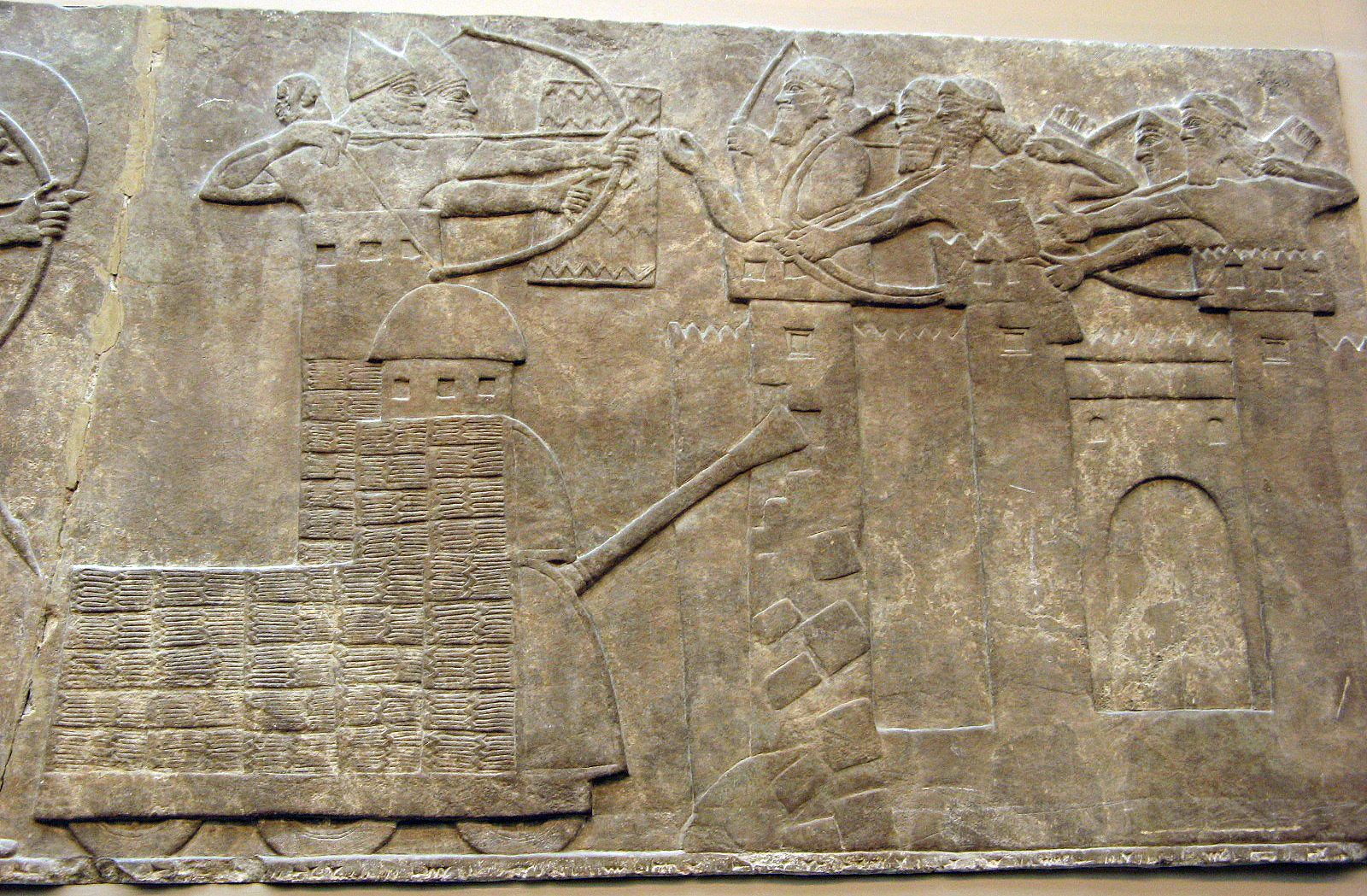
市街を攻撃するアッシリア人、彼らは弓兵と車輪付きの衝角をもちいた。ニムルードの北西宮殿にあるアッシリア人のレリーフ（ルームB、パネル18） 。紀元前865年 - 860年。

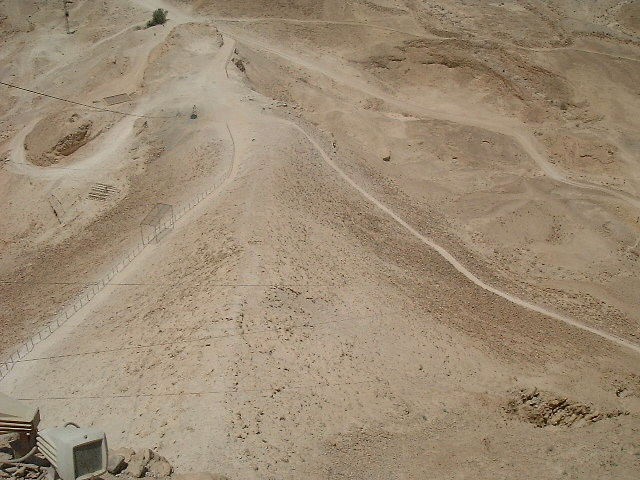
マサダに残存する、ローマ人が築いた攻城用の傾斜道。

知られている中で最古の攻城塔の投入は、アッシュールナツィルパル2世（在位：紀元前883年 - 859年）率いる新アッシリア帝国の陸軍が、紀元前9世紀に用いた例である。彼の治世、またその後の治世のレリーフでは、傾斜道や衝角のようないくつかの包囲戦術の使用とともに攻城塔が描かれている。
幾世紀か後、アッシリアで運用されたこれらの戦術や攻城塔は、地中海を伝わって広まっていった。紀元前305年のロドス包囲戦におけるヘレポリス（「街々の陥落者」の意）のような、古代で最大の攻城塔は、全高が135フィート、全幅は67.5フィートに達した。このように巨大な兵器を効果的に動かすにはラック・アンド・ピニオンが必要だった。この塔は200名の歩兵が人力で動かし、内部が9層に分割されていた。異なった階層には様々な型のカタパルトやバリスタが収容された。数世紀にわたり、後の攻城塔もしばしば同様の兵器を搭載した。
しかしこの大きな塔は、防衛軍が防壁前面の土地を氾濫させ、壕を掘ることで泥に埋まり込み、使い物にならなくなる事態が起きた。ロドス包囲戦では重要な点、つまり大型の攻城塔は平坦な土地を要することが明らかになった。多くの城、丘の上の市街、砦は、単に地形上の理由から、攻城塔の攻撃を実質的に無効化した。もっと小型の攻城塔が、包囲戦用のマウンド、つまり防壁を越えるために土や粗石、材木で築かれたマウンドの上で用いられた可能性がある。残存物にはマサダにおける包囲戦用の傾斜道のような例があり、ほぼ2000年間を生き残ってまだ今日にも見ることができる。
その一方で、ほぼ全ての最大級の都市は大きな河川や海岸に面し、こうした都市は外周の防壁の一部が攻城塔に弱くなった。さらにまた、こうした目標に用いられる塔は別の場所でプレハブ方式を用いて作られ、分解された上で目標の都市まで水路により運ばれる可能性があった。いくつかの希な場合では、市街の海岸の防壁を襲うため、こうした塔が船上に築かれた。第三次ミトリダテス戦争中に起きたキュジコス包囲戦では、攻城塔が普通の攻城兵器よりも多く用いられた。
古代中国の、運搬可能な攻城塔に関する最古の引用の一つは、皮肉ながら主として海戦を論じた対話集からである。中国の『越絶書』は後漢朝の袁康により西暦52年に書かれ、伍子胥（紀元前526年から紀元前484年）が、呉王闔閭（在位、紀元前514年から紀元前496年）に軍備を説明する際、船の型式の違いについて協議したとされる。使用される軍船を分類する前に子胥は語った。
"Nowadays in training naval forces we use the tactics of land forces for the best effect. Thus great wing ships correspond to the army's heavy chariots, little wing ships to light chariots, stomach strikers to battering rams, castle ships to mobile assault towers, and bridge ships to light cavalry."（最近の水軍の訓練では、我々は最良の効果のために陸上の戦術を用いる。このような大翼船は陸軍の大型の戦車と一致し、小翼船は軽量の戦車で、突冒は衝角、楼船は移動式の攻城塔、また橋船は軽騎兵にあたる。）

## 中世から近代の使用

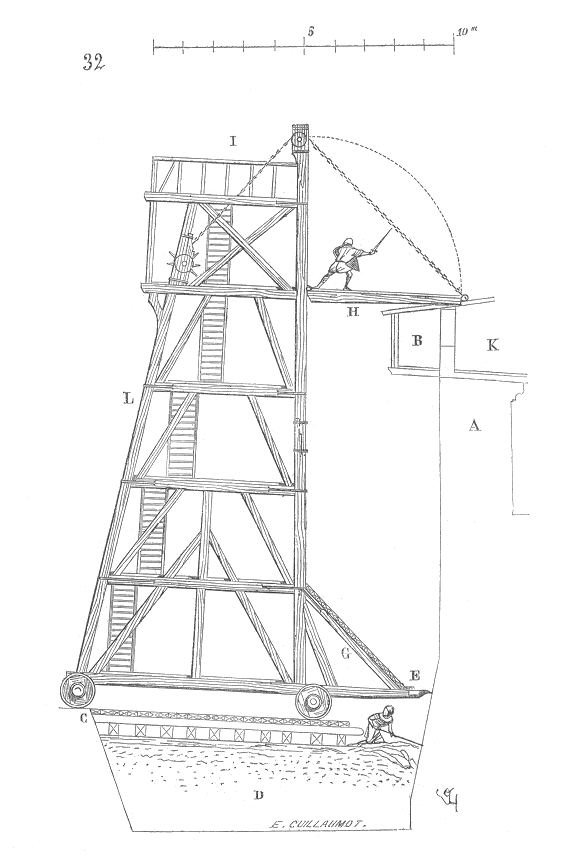
階層化された内部と渡し板。

ローマ帝国の西側は崩壊によって独立国家に変じ、また東ローマ帝国は防勢に置かれた。中世のあいだ、攻城塔の使用は頂点に達した。『復活祭年代記』の以下の記述のように、626年、アヴァール人がコンスタンチノープルを包囲侵略したものの、不成功に終わった際にも攻城塔は用いられた。
"And in the section from the Polyandrion Gate as far as the Gate of St Romanus he prepared to station twelve lofty siege towers, which were advanced almost as far as the outworks, and he covered them with hides."（また、ポリアンドリオン門から聖ロマヌスの門までの区域において、彼は12基のそびえ立つ攻城塔を持ち場に準備し、これらはほぼ外堡まで前進し、そして彼は獣皮でこれらを被覆した。）

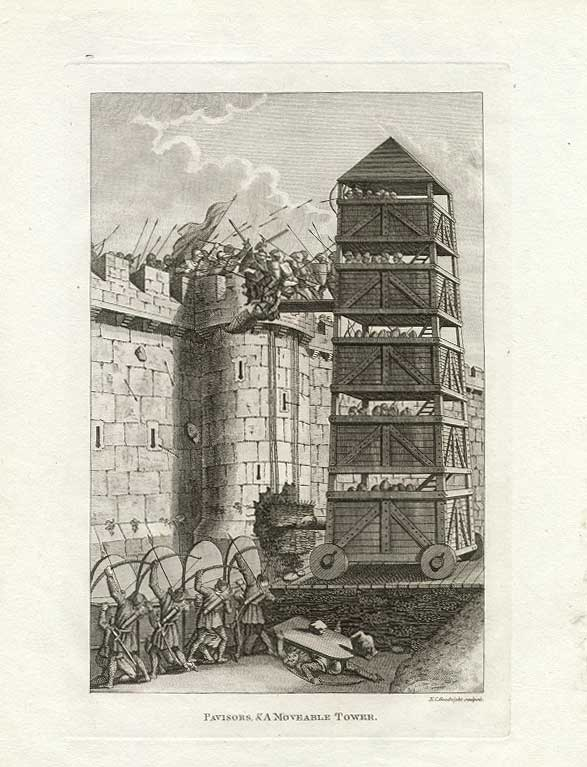
中世イギリスの攻城塔。下部に破城槌を備える。

また、この包囲戦では攻撃側が「sows」を投入することとなった。これは移動可能な装甲化されたシェルターで、中世を通じて使用され、作業者は防衛側の攻撃から守られつつ堀を埋めることができた。これにより、防壁まで移動する攻城塔のための整地が行われた。しかしながら防壁の基部にタルスと呼ばれるスロープを建築することで、ある程度この戦術の効果を減らすことができた。これは十字軍の要塞では一般的な防御だった。
中世の攻城塔はまた、より精巧なものになっていった。1266年のケニルワース城包囲戦において、一例では200名の弓兵および11基のカタパルトが1基の塔で運用された。それでも包囲戦はほぼ1年ほど続き、イギリスの歴史における最長の包囲戦になった。これらの塔は決して破壊できないものではなく、1453年、コンスタンチノープルの陥落の際には、オスマン帝国軍の攻城塔が防衛側のギリシア火薬を浴びた。
攻城塔は大型の火砲の開発によって脆弱で時代遅れなものに変じた。これらの塔は高い壁を越えて兵員を送り込み、攻撃するためだけに存在していた。大型の火砲はまた、高い防壁をも時代遅れな物とし、要塞は新しい変化を遂げた。しかし、後に建造された「砲列塔」は火薬の時代においても類似の任務を帯びた。攻城塔に似たこうした塔は、包囲戦用の砲を据えるため、現地で木によって作られた。こうしたものの一つはロシアの工兵技術者イワン・ヴィロドコフによって作られ、ロシア・カザン戦争の一局面である1552年のカザン包囲戦に投入された。この塔は10門の大口径砲と50門の軽砲を搭載した。この塔はGulyay-gorodを発展させたものという可能性がある。これは移動可能な防御物で、壁ほどの大きさのシールドに火砲用の穴を開けた物が、プレハブ方式を用いて台車やソリの上に組み立てられていた。砲列塔は後にウクライナのコサックによってしばしば使われた。